# 石川小百合
石川 小百合（いしかわ さゆり、1965年3月22日 - ）は、女性のフリーアナウンサー。テレビ静岡の元アナウンサー。既婚。所属事務所は太田プロダクション。

## 人物・経歴
東京都出身。実践女子大学文学部英文学科卒業。
1987年、テレビ静岡に入社。1989年に退社し、1990年からフリー・アナウンサーとして活動。
フジテレビ『プロ野球ニュース』でスポーツキャスターを務めた。その後、JFN系『ヒルサイドアヴェニュー』のラジオパーソナリティーを10年間担当すると同時に、TBSで情報・報道番組でリポーターを務め、新潟県中越地震・スマトラ沖地震・奈良女児殺害事件・秋葉原無差別殺傷事件なども報道していた。その他、著名人などへのインタビューも多数担当した。TBSにおいては、テレビと同時にラジオ番組も担当。野球等のスポーツ番組でパーソナリティーを務めた。2010年11月から2021年7月までは、QVCのショッピングナビゲーターを担当していた。

## 現在出演中もしくは過去の主な出演番組

### テレビ
- フジテレビ 「風まかせ 新・諸国漫遊記」「生島ヒロシのもっと・自由な生活」
- 日本テレビ「味な冒険」
- TBS「地球!朝一番」
- テレビ東京「ゴルフ丸ごと生情報」
- CSTV「不動産トピックス」キャスター
- フジテレビ 「プロ野球ニュース」 キャスター （1991年4月 - 1992年10月）
- フジテレビ「平成教育委員会」、「夕食ばんざい」等のバラエティー系番組ゲスト
- ジャパネットたかたTVショッピング
- TBS「エクスプレス」リポーター
- TBS「おはよう!グッデイ」リポーター
- TBS「ウォッチ!」リポーター
- TBS「きょう発プラス!」リポーター
- TBS「2時っチャオ!」リポーター
- QVCショッピングナビゲーター（2010年11月2日 - 2021年7月26日）

【テレビ静岡在籍当時の主な出演番組】
- HOT 6GOGO
- テレビ静岡ニュース
- ハリキリ金曜日 しずおか4時です（1987年 - 1988年）リポーター
- FNSの日・FNSスーパースペシャル 1億人のテレビ夢列島'88（1987年7月16日 - 17日）静岡からの中継担当

### ラジオ
- 「キャッチ・ザ・ベースボール」金曜日（TBSラジオ）
- 「エキサイトベースボールジョッキー」木・金曜日（TBSラジオ）
- 「スポーツBOMBER!」（TBSラジオ）※2002年度は水沼貴史、2003年度は苅部俊二、2004年度は中西哲生のアシスタントを務める。
- 「ヒルサイド・アヴェニュー」（JFN系列）

### ナレーション
【TVCM】
- AVEX： 小柳ゆき「あなたのキスを数えましょう 〜You were mine〜」CM
- SANKYO： ドリフターズ編CM他

【ラジオCM】
- 亀田製菓　他

【吹き替え】
- ディズニー「101匹わんちゃん Go Go! ダルメシアン!!」DVD版吹き替え　アニタ役